# Stan Weber
Stanley Ray Weber, detto Stan (Pettisville, 28 luglio 1925 – Toledo, 8 gennaio 2011), è stato un cestista statunitense, professionista nella NPBL.

## Carriera
Dopo la carriera universitaria a Bowling Green venne selezionato dai New York Knicks al terzo giro del Draft NBA 1950, con la 29ª scelta assoluta.
Disputò una stagione nella NPBL con i Waterloo Hawks, giocando 54 partite con 8,9 punti di media.